# NGC 2640
NGC 2640 (другие обозначения — ESO 165-2, IRAS08360-5456, PGC 24229) — линзовидная галактика в созвездии Киля. Открыта Джоном Гершелем в 1835 году.
Возможно, в галактике наблюдались гравитационные волны. В галактике наблюдается слабый бар, диск искривляется на радиусе, равном размеру бара. На галактику проецируется большое количество звёзд, находящихся существенно ближе.
Этот объект входит в число перечисленных в оригинальной редакции «Нового общего каталога».